# Vladimir Urbanc
Vladimir Urbanc, kanadsko-slovenski mecen, * ?.
Leta 2007 je Narodni galeriji Slovenije podaril Jakopičeve Breze v soncu.

## Odlikovanja in nagrade
Leta 2000 je prejel častni znak svobode Republike Slovenije z naslednjo utemeljitvijo: »za zaslužno delovanje med Slovenci v Kanadi«.